# جوردون سكوت
جوردون سكوت (بالإنجليزية: Gordon Scott)‏ (و. 1926 – 2007 م) هو ممثل، وممثل أفلام، وممثل تلفزيوني، من الولايات المتحدة الأمريكية، ولد في بورتلاند، أوريغون، توفي في بالتيمور، ماريلاند، عن عمر يناهز 81 عاماً.

## التعليم
تعلم في جامعة أوريغون.

## وصلات خارجية
- جوردون سكوت على موقع IMDb (الإنجليزية)
- جوردون سكوت على موقع ألو سيني (الفرنسية)
- جوردون سكوت على موقع ألو سيني (الفرنسية)
- جوردون سكوت على موقع أول موفي (الإنجليزية)
- جوردون سكوت على موقع قاعدة بيانات الأفلام السويدية (السويدية)
- جوردون سكوت على موقع إن إن دي بي (الإنجليزية)
- جوردون سكوت على موقع قاعدة بيانات الفيلم (الإنجليزية)
- جوردون سكوت على موقع كينوبويسك (الروسية)